# Costa Daurada
Costa Daurada (katalanski; španjolski Costa Dorada; zlatna obala) je 216 km dugi dio obale na sjeverozapadu Španjolske između Vilanova i la Geltrú na sjeveru sve do grada Alcanara na jugu. Obuhvaća cijelo obalno područje provincije Tarragone.
Za razliku od sjevernije Costa Brave, Costa Daurada posjeduje duge, fino zrnate pješčane plaže.
Udio pješčanih plaža, u odnosu na stjenovite obale je na Costa Dauradi znatno veći nego drugim dijelovima španjolske obale.

## Vanjske poveznice
- Informacije i Fotografije